# 保罗·鲁道夫 (赛艇运动员)
保罗·鲁道夫（德語：Paul Rudolf，1892年12月6日—？），瑞士男子赛艇运动员。他曾代表瑞士参加1920年夏季奥林匹克运动会赛艇比赛，获得男子四人单桨有舵手金牌。